# Фернан Пуан
Фернан Пуан (фр. Fernand Point; 1897–1955) — французький кухар і ресторатор, вважається батьком сучасної французької кухні.

## Біографія
Фернан Пуан народився у місті Луан у департаменті Сона і Луара, Франція. Обидва його батьки були кухарями і навчалися у школі кухарів Кордон блю.
Фернан Пуан почав готувати, коли йому було десять років. Згодом працював в деяких найкращих ресторанах. У віці 24 років заснував власний ресторан «La Pyramide» у місті В'єнн неподалік Ліона. Заклад отримав три зірки Мішлен. У 1969 році видав книгу «Ma Gastronomie», де виклав 200 рецептів авторських страв. Його учнями були Поль Бокюз і Ален Шапель.